# Cristo en el lagar

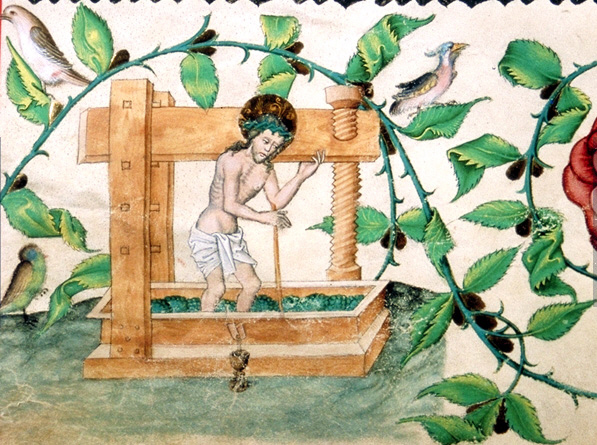
Ilustración de un manuscrito de finales del.

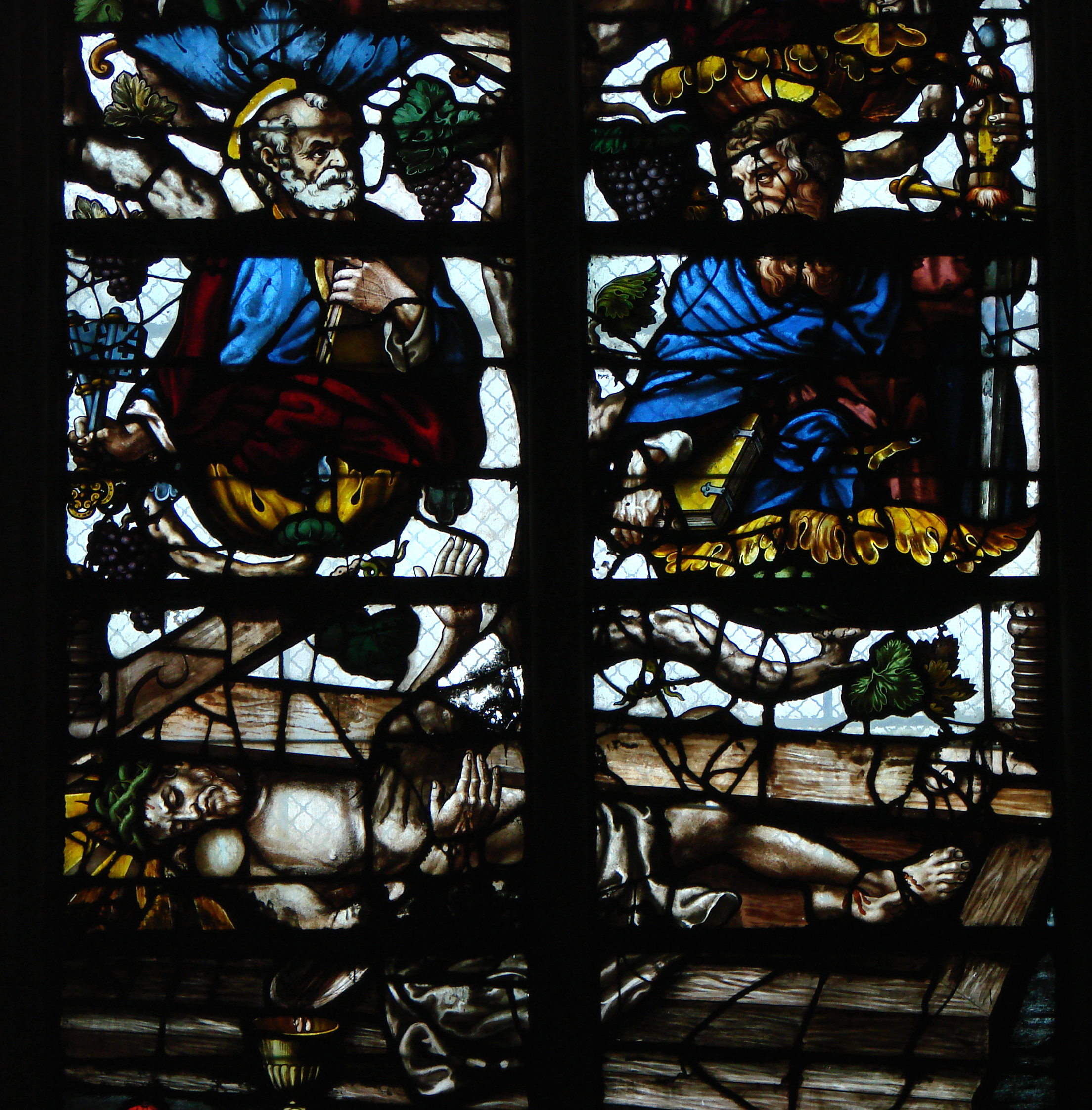
Vitral de Linard Gonthier en la Catedral de Troyes, 1625.

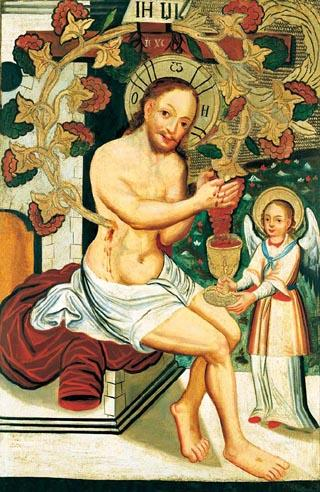
Ucrania,.

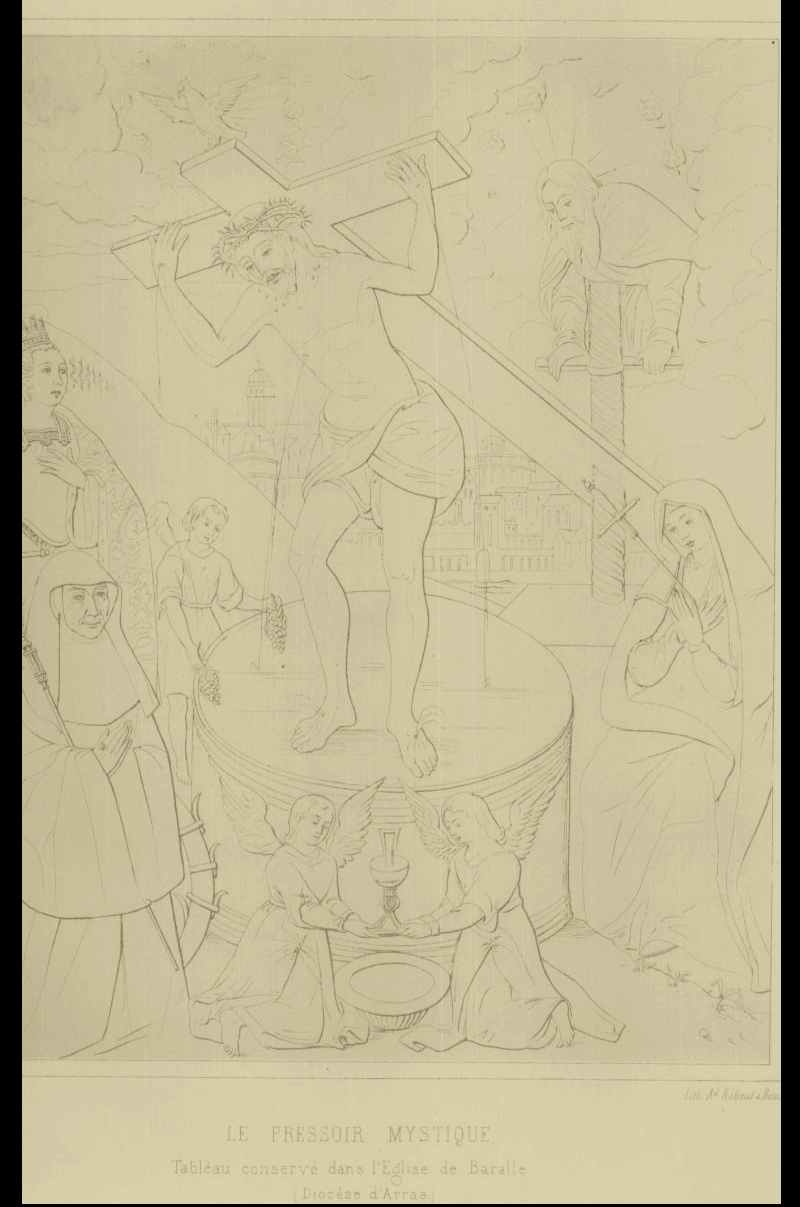
Iglesia de Baralle, Diócesis de Arrás.

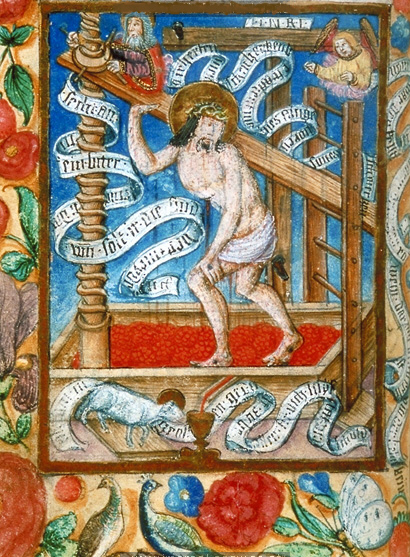
Libro de oraciones de Ulrich de Montfort.

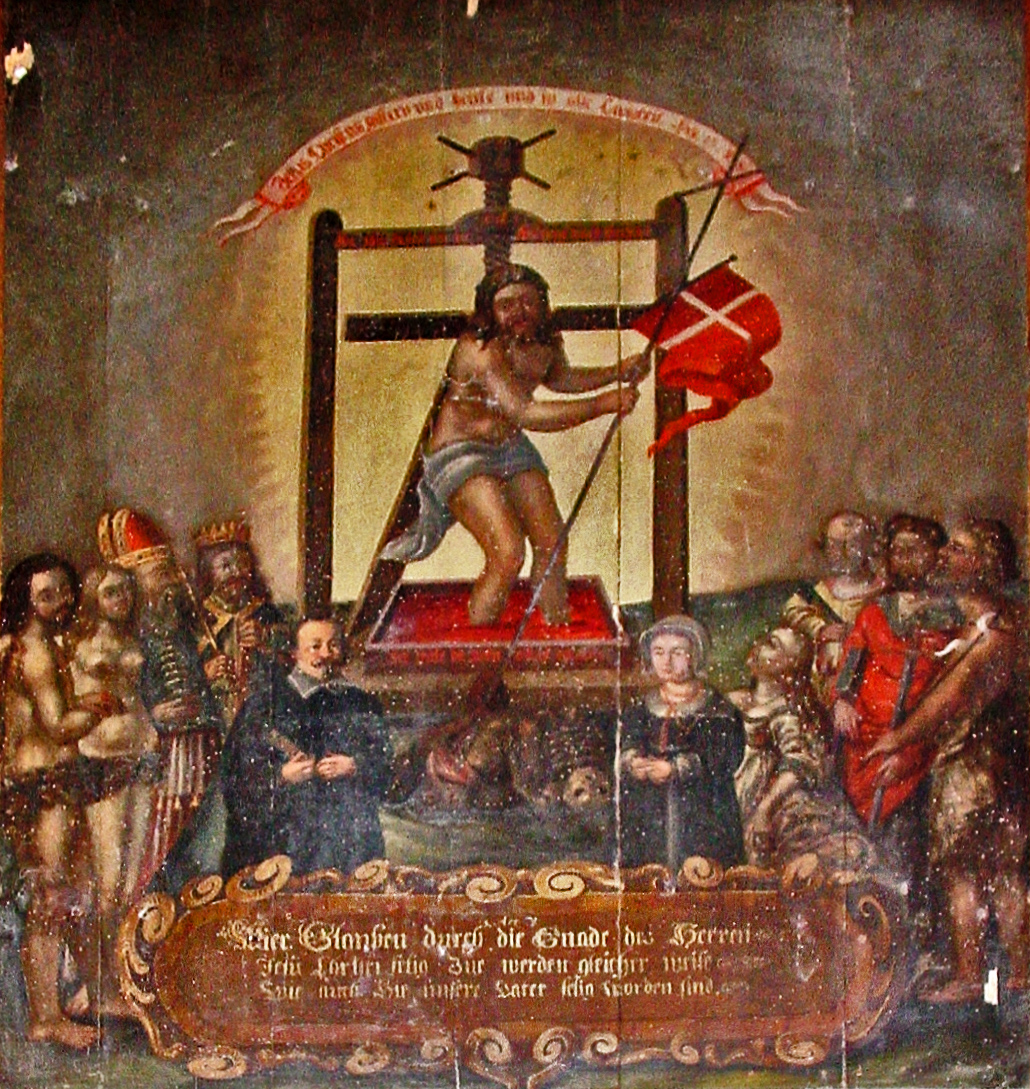
Epitafio de Conrad Lemmer y su esposa (1654), iglesia de San Esteban (Calbe). A ambos lados de los comitentes se representan personajes del Antiguo y el Nuevo Testamento. Se reproduce una ilustración de la Biblia Ernestina (1649).

Cristo en el lagar, lagar de Cristo o lagar místico (en latín torculus Christi) son denominaciones de una alegoría y forma de representación de Jesucristo en la que su sangre sale de sus llagas y se mezcla con el zumo de las uvas que se prensan en un lagar (una prensa de vino) y que se recoge en un cáliz. El propio cuerpo de Cristo se representa inclinado, como prensado en el lagar; y a veces se sustituye la prensa por una cruz que oprime el cuerpo de Cristo. La escena tiene una evidente interpretación sacrificial y sacramental (la sangre de Cristo es el vino de la eucaristía), y además de ella, se alude a la condición de la Iglesia como cuerpo místico, aquí identificado con la vid (que también se representa muchas veces): Cristo es la cepa y los cristianos, sus discípulos, los sarmientos.
La metáfora o analogía fue desarrollada por la patrística a partir de la exégesis de un pasaje del libro de Isaías (63:3) como prefiguración de la Pasión de Cristo:

He pisado yo solo el lagar, y de los pueblos nadie había conmigo; los pisé con mi ira, y los hollé con mi furor; y su sangre salpicó mis vestidos, y manché todas mis ropas.

No debe confundirse con el molino místico, una alegoría medieval que identifica el Antiguo Testamento con el trigo y el Nuevo Testamento con el molino, que lo convierte en la harina de la que se hace el "pan de vida". La imagen del molino la utiliza Ignacio de Antioquía como alegoría del martirio: Dejadme servir de pasto a los leones, porque soy trigo de Dios, y debo ser molido por los dientes de las fieras; deseo que su vientre sea mi sepultura, y que no dejen ni reliquia de mi cuerpo.

## Origen y desarrollo del concepto
En hebreo la palabra רָדָה rada significa "prensar" (como se hace con las uvas en el lagar), pero también "dominar", "subyugar", "someter"; lo que se interpreta como la imagen del Dios veterotestamentario como rey justiciero y dominador, y el cetro como su atributo.
En el Nuevo Testamento la idea se dulcifica. Cristo apacigua la cólera de Dios siendo él mismo a la vez el Rey de las Naciones (Rex gentium) y la uva puesta en la prensa por los vendimiadores. Es a la vez la cepa de la viña y su fruto; el que somete a sus enemigos pero también el que instituye la Iglesia (concebida ahora como "viña del Señor" -antes "casa de Israel"-) y los sacramentos; y salva a la humanidad por el reino del amor, subyugando los corazones y no por la fuerza.
La prensa es un motivo que aparece en una de las parábolas evangélicas que presentan al Hijo como enviado del Padre: la parábola de los viñadores homicidas.

Plantó un hombre una viña, y la cercó con seto, y cavó un lagar, y edificó una torre, y la arrendó á labradores, y se partió lejos. Y envió un siervo á los labradores, al tiempo, para que tomase de los labradores del fruto de la viña. Mas ellos, tomándole, le hirieron, y le enviaron vacío. Y volvió á enviarles otro siervo; mas apedreándole, le hirieron en la cabeza, y volvieron á enviarle afrentado. Y volvió á enviar otro, y á aquél mataron; y á otros muchos, hiriendo á unos y matando á otros. Teniendo pues aún un hijo suyo amado, enviólo también á ellos el postrero, diciendo: Tendrán en reverencia á mi hijo. Mas aquellos labradores dijeron entre sí: Este es el heredero; venid, matémosle, y la heredad será nuestra. Y prendiéndole, le mataron, y echaron fuera de la viña. ¿Qué, pues, hará el señor de la viña? Vendrá, y destruirá á estos labradores, y dará su viña á otros.
Marcos 12:1-9

También simboliza al cristianismo como una viña fecunda:

Yo soy la vid verdadera, y mi Padre es el labrador. Todo pámpano que en mí no lleva fruto, lo quitará; y todo aquel que lleva fruto, lo limpiará, para que lleve más fruto. Ya vosotros estáis limpios por la palabra que os he hablado. Permaneced en mí, y yo en vosotros. Como el pámpano no puede llevar fruto por sí mismo, si no permanece en la vid, así tampoco vosotros, si no permanecéis en mí. Yo soy la vid, vosotros los pámpanos; el que permanece en mí, y yo en él, éste lleva mucho fruto; porque separados de mí nada podéis hacer. El que en mí no permanece, será echado fuera como pámpano, y se secará; y los recogen, y los echan en el fuego, y arden. Si permanecéis en mí, y mis palabras permanecen en vosotros, pedid todo lo que queréis, y os será hecho. En esto es glorificado mi Padre, en que llevéis mucho fruto, y seáis así mis discípulos.
Juan 15:1-8

En Clavis (clave de las alegorías de la Sagrada Escritura, de san Melitón de Sardes, siglo II) se puede encontrar la clave y significado de esta metáfora o alegoría: La uva es la Iglesia o Cuerpo Místico del Señor: « Botrus, Ecclesia, sive Corpus Domini, in Numéris, eo quod botrum de terra repromissionis in phalange crucis Israelitici speculatores reportassent ». 
Tertuliano (siglo II-III), San Cipriano (siglo III) y San Agustín (siglo IV-V) entienden, por esa prensa, la Pasión de Cristo; durante la cual su túnica se cubrió de sangre, según lo que se dice en el Apocalipsis (19:13): «Y estaba vestido de una ropa teñida en sangre: y su nombre es llamado EL VERBO DE DIOS.» San Gregorio (siglo IV) dice que, en ese lagar del que habla Isaías, nuestro Salvador ha sido pisado como uva y ha pisado como vendimiador. Ha pisado porque, en su Pasión, ha vencido a los demonios, ha sido pisado, porque su Cuerpo adorable ha sido pisado en los tormentos como la uva en el lagar, siguiendo este otro texto del citado profeta: «Con todo eso Jehová quiso quebrantarlo, sujetándole á padecimiento» (Is 53:10). El tema se desarrolla extensamente por San Agustín, y posteriormente por Isidoro de Sevilla (siglo VI-VII):

Primus botrus torculari pressus est Christus.
Cum ille botrus passione expressus est manavit illud unde calix inebrians quam proeclarus est ! Ps 32, 5.

(La primera uva prensada en el lagar fue el propio Cristo; y una vez prensado por la Pasión, lo que quedó fue ese cáliz embriagador)
San Agustín, Enarratio in Psalmun LV

Tema místico de Venancio Fortunato (siglos VI-VII): Entre tus brazos se entrelaza la viña, de donde fluye para nosotros en abundancia el dulce vino que tiene el rubor de la sangre (Poemas II, 1).
También usa la metáfora Pedro Damián (siglo XI), en su poema Rhythmus de S. Maria Virgine:

Ex te botrus egressus
Qui, crucis proelo pressus,
Vino rigat arentes
Sancti spiritus mentes. 
Es et terra coelestis
Ferax lactis et mellis, 
Ex qua veritas orta
Tollit errorum dogma
''Tui sapor germinis nostrum est solamen,
'' Per le vitee sumpsimus seternas libamen,
Quam det nobis Dominus per tuum juvamen…

La metáfora de la prensa mística se desarrolla por el monje alemán Ulrich Stöcklins de Rottach (siglo XV):

Qui botrus exprimitur
In Crucis torculari 
Quod Vinum conficitur
Calicius praecolari
(Uva exprimida bajo la prensa del Calvario, uva de donde sale el vino único del cáliz).
Qui de caeli vinea 
Botrus est egressus
Ac per torcularia
Crucis fuit pressus.

(Uva de la viña celeste arrojada para ser aplastada bajo la prensa de la Cruz).

Alfonso María de Ligorio (siglo XVIII) escribió: El profeta interroga de nuevo: ¿Por qué entonces tus vestidos son rojos, como los hábitos de los que pisan el vino en el lagar en el tiempo de la vendimia? (Is 63:2). Y el Señor responde: Sólo yo piso el vino; ningún hombre se encuentra conmigo (Is 63:3).

## Música
En el canto gregoriano existe el concepto de torculus neumático.·
El tema de Cristo en el lagar y la alegoría de las uvas se hizo muy usual en las cantatas barrocas protestantes. Johann Sebastian Bach lo utiliza en su cantata Gott fähret auf mit Jauchzen, BWV 43, compuesta en Leipzig para la fiesta de la Ascensión (30 de mayo de 1726).

## Iconografía
La pintura paleocristiana tiene entre sus motivos más frecuentes el de la viña y las uvas, así como los cálices (cáliz de Antioquía). Los poetas latinos cristianos y los padres de la iglesia usaron y explicaron la metáfora. A lo largo de la historia del arte cristiano, el motivo se asoció en sus representaciones con distintos temas, como el del baño místico en la sangre de Cristo (Epitafio de Bremen, Tríptico del baño místico de Jean Bellegambe), el de la aspersión de la sangre de Cristo, el de la fuente de las virtudes, la fuente de la vida (Fons Vitae) o la fuente de la gracia (tema del que el más importante ejemplo es La Fuente de la Gracia, del taller de Jan van Eyck -también aparece una "fuente de la gracia" en la Adoración del cordero místico de los hermanos Van Eyck-), etc.
|  |  |

El tema concreto de Cristo en el lagar aparece en la pintura románica, y posiblemente el primero conservado sea un fresco del monasterio de Comburg (ca. 1108), donde se incluye como imagen pareada con una Crucifixión. Hacia 1160-1180 un motivo similar aparece en una miniatura de Hildesheim. El tratamiento de la figura de Cristo es hierático, sin mostrar sufrimiento, y completamente vestido.
Para el siglo XV (ya a finales del gótico) la representación cambia a la de un Cristo semidesnudo (cubierto únicamente con el perizonium) y sufriente, haciéndose similar a la del Vir dolorum o a la del Cristo llevando la cruz. La imagen es relativamente rara, y la mayor parte de los ejemplos se dan al norte de los Alpes. Hay también representaciones en vidrieras y tapices franceses y flamencos.
En el retablo de Anspach (ca. 1511), la sangre del lagar se transforma en hostias que se recogen en un cáliz junto a San Pedro, con ornamentos pontificios, arrodillado.

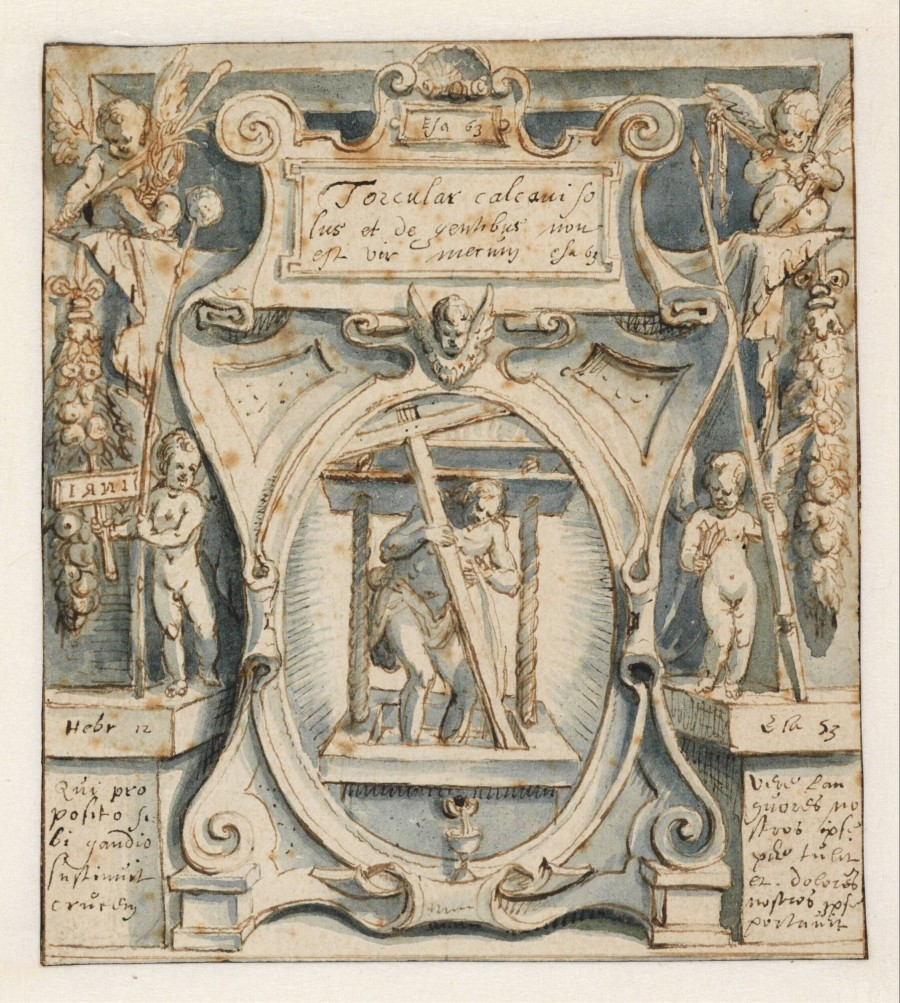
Dibujo preparatorio para un grabado de Karel van Mander (1596).

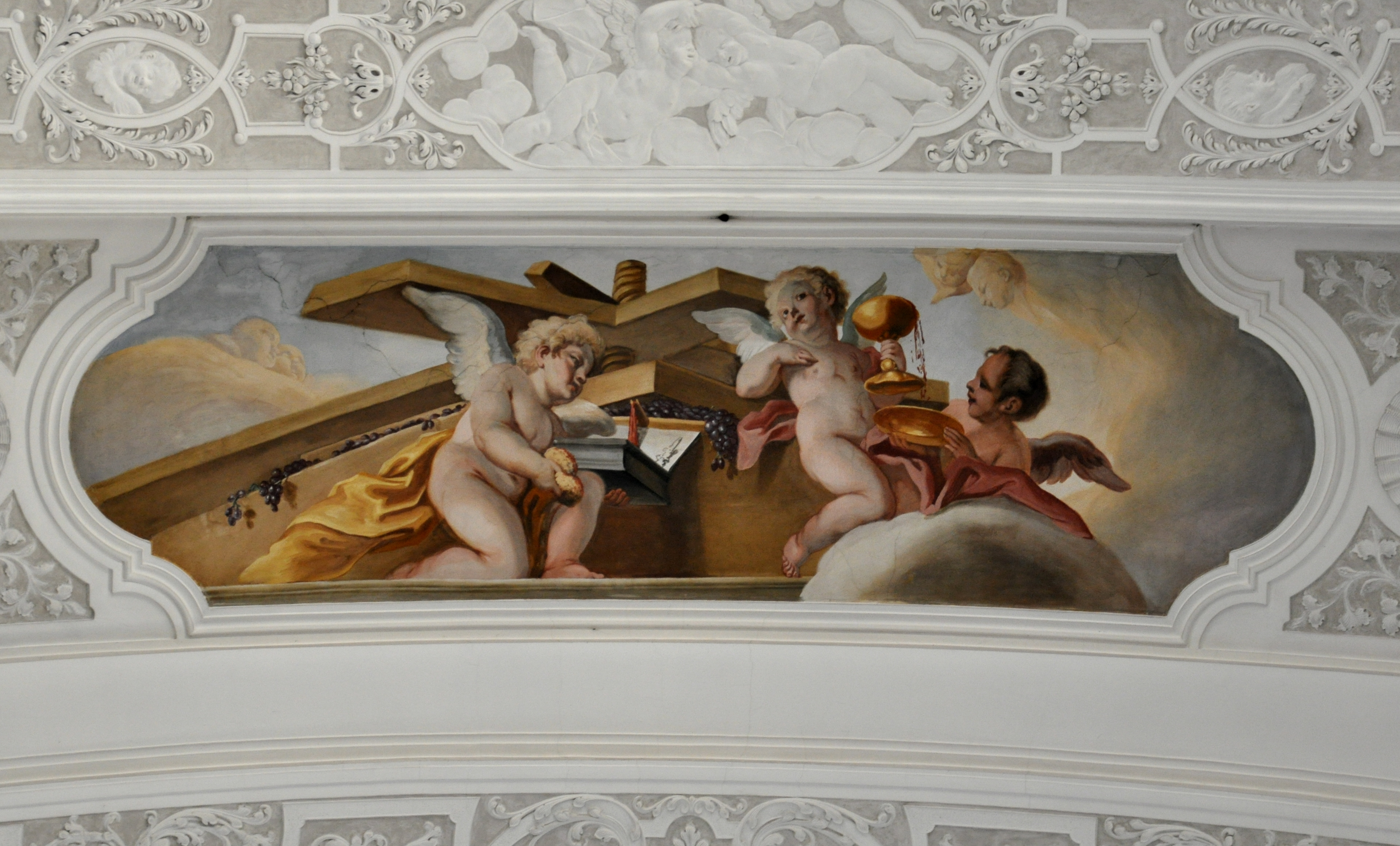
Fresco de Cosmas Damian Asam en la basílica de San Martín y San Osvaldo en Weingarten (Württemberg), 1718–1720.

La iconografía sobrevivió a la Reforma y se siguió utilizando tanto en países católicos como protestantes, aunque con matices diferenciales (los católicos insisten en el aspecto sacramental y los protestantes en el sacrificio obediente). El calvinista holandés Karel van Mander incluye una cruz que Cristo levanta "en triunfo" (posición típica de otras representaciones protestantes), a pesar de estar oprimido por el peso de la prensa del lagar. El católico austríaco Cosme Damián Asam llega a omitir incluso la figura de Cristo en la representación.

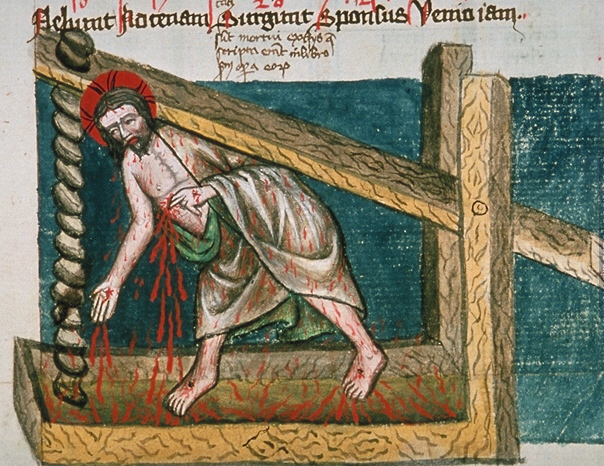
Ilustración de un manuscrito, ca. 1400–1410.
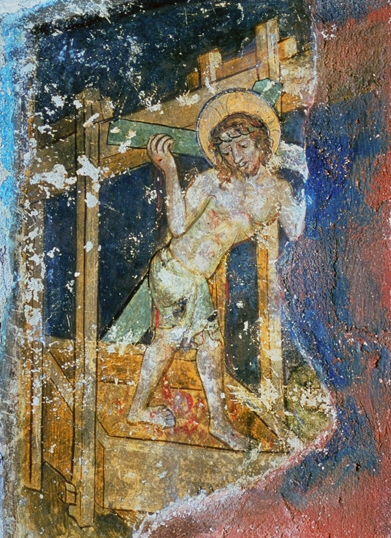
Capilla del castillo de Karneid o Castel Cornedo (Tirol del Sur, actualmente en Italia), primera mitad del siglo XV.
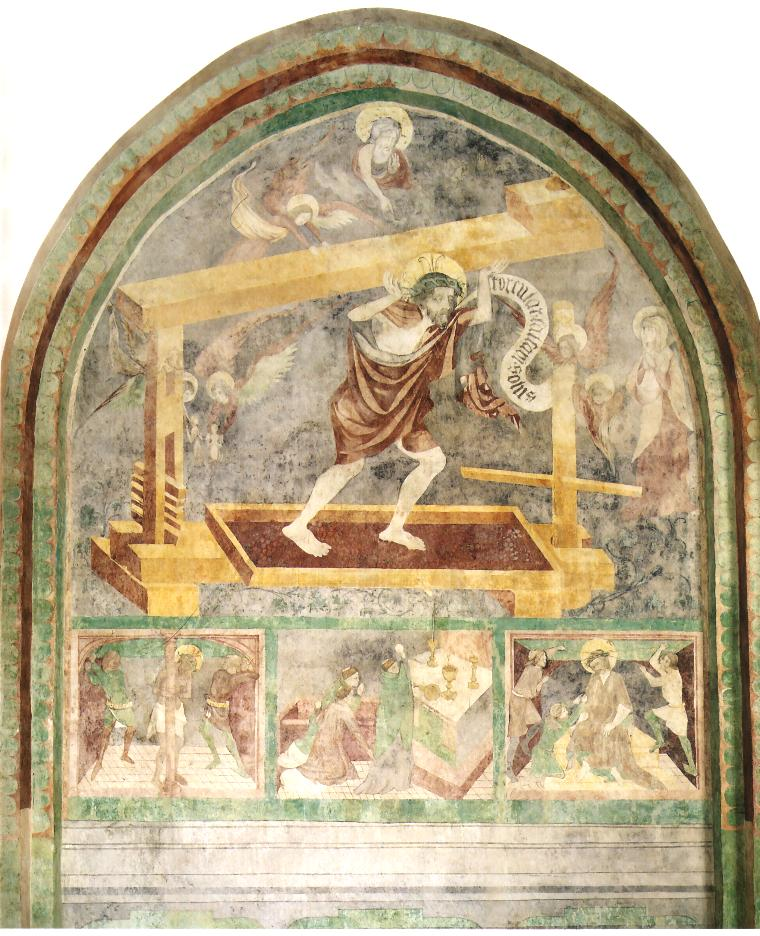
Convento franciscano de Cracovia, ca. 1440.
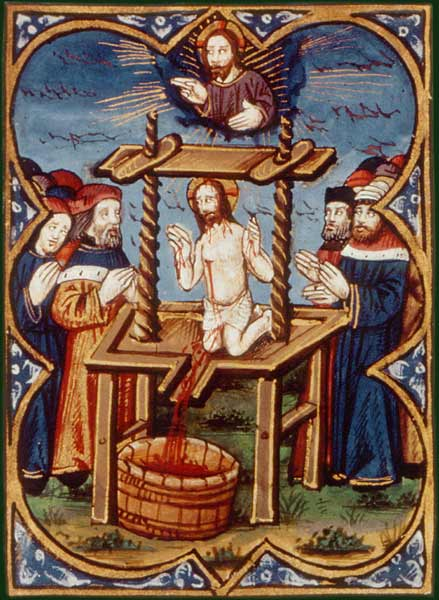
Ilustración de la Biblia moralizada de Felipe el Atrevido, siglo XV.
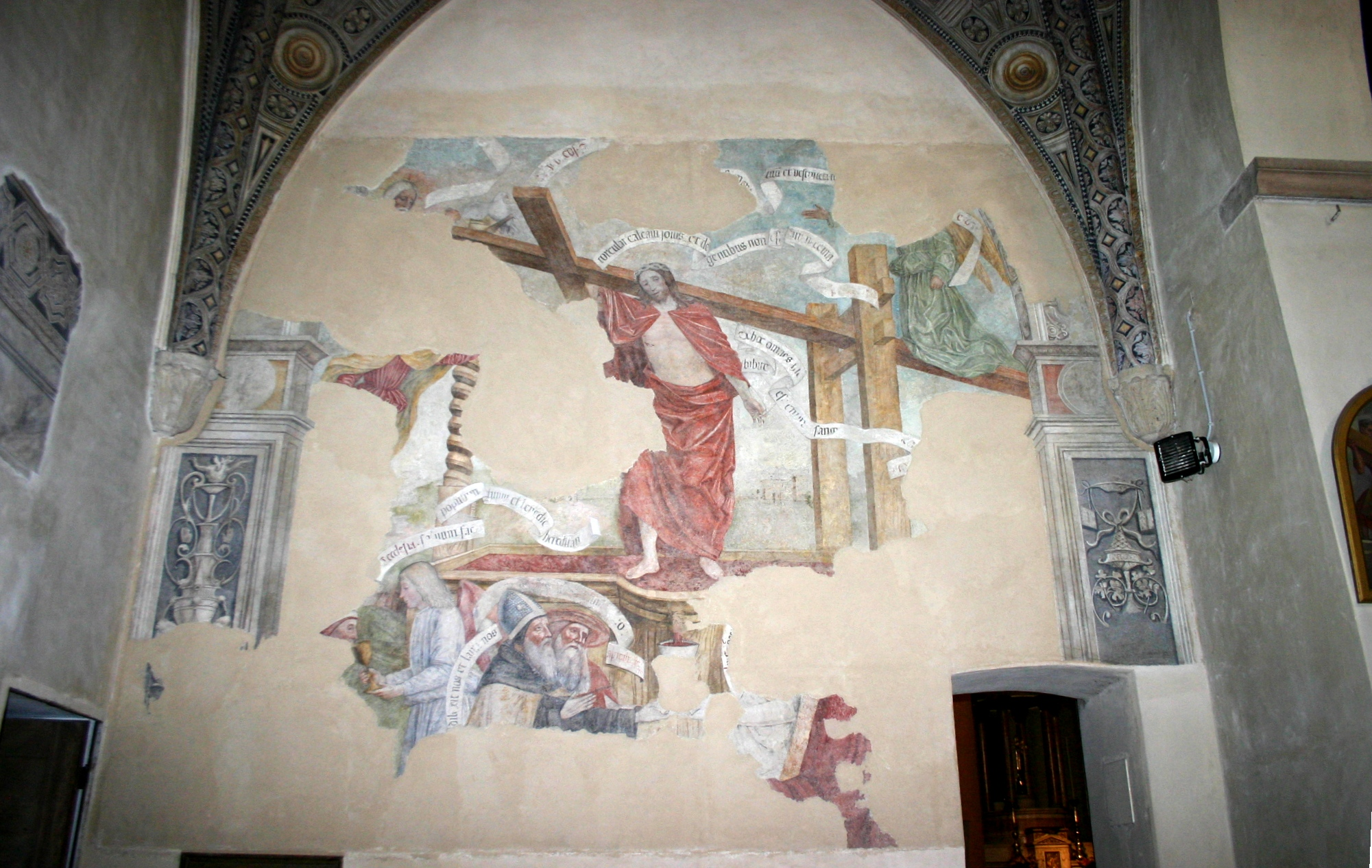
Fresco en  Santa Maria Incoronata de Milán, atribuido a Ambrogio Bergognone.
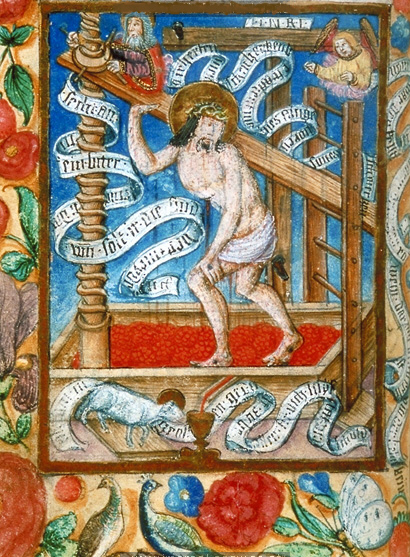
Ilustración del Libro de oración de Ulrich von Montfort, ca. 1515-1520.
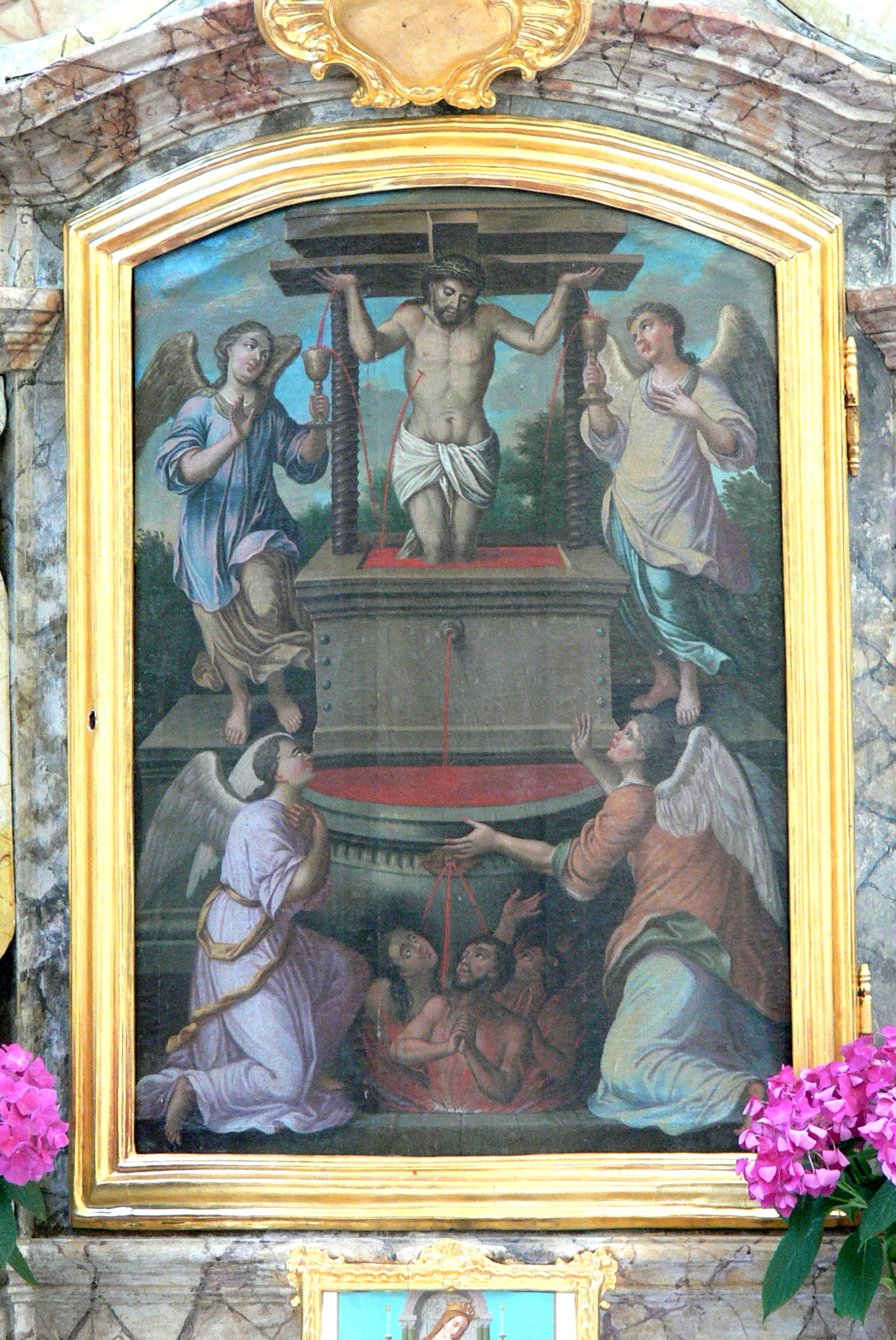
Retablo mayor de la iglesia del Salvador de Bogenberg (Baja Baviera).
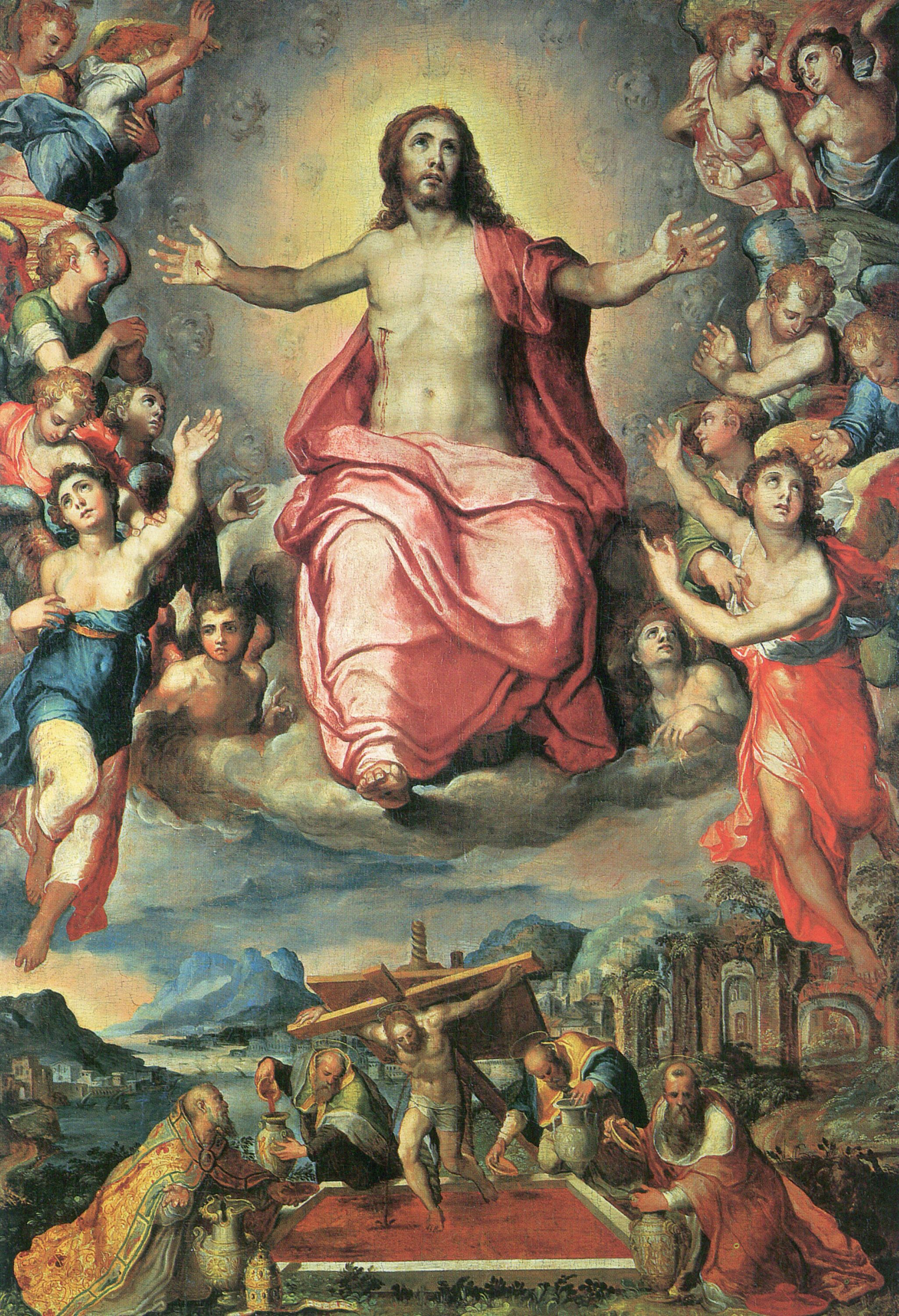
Lagar místico y Cristo en la Gloria, de Marco Pino, ca. 1571.
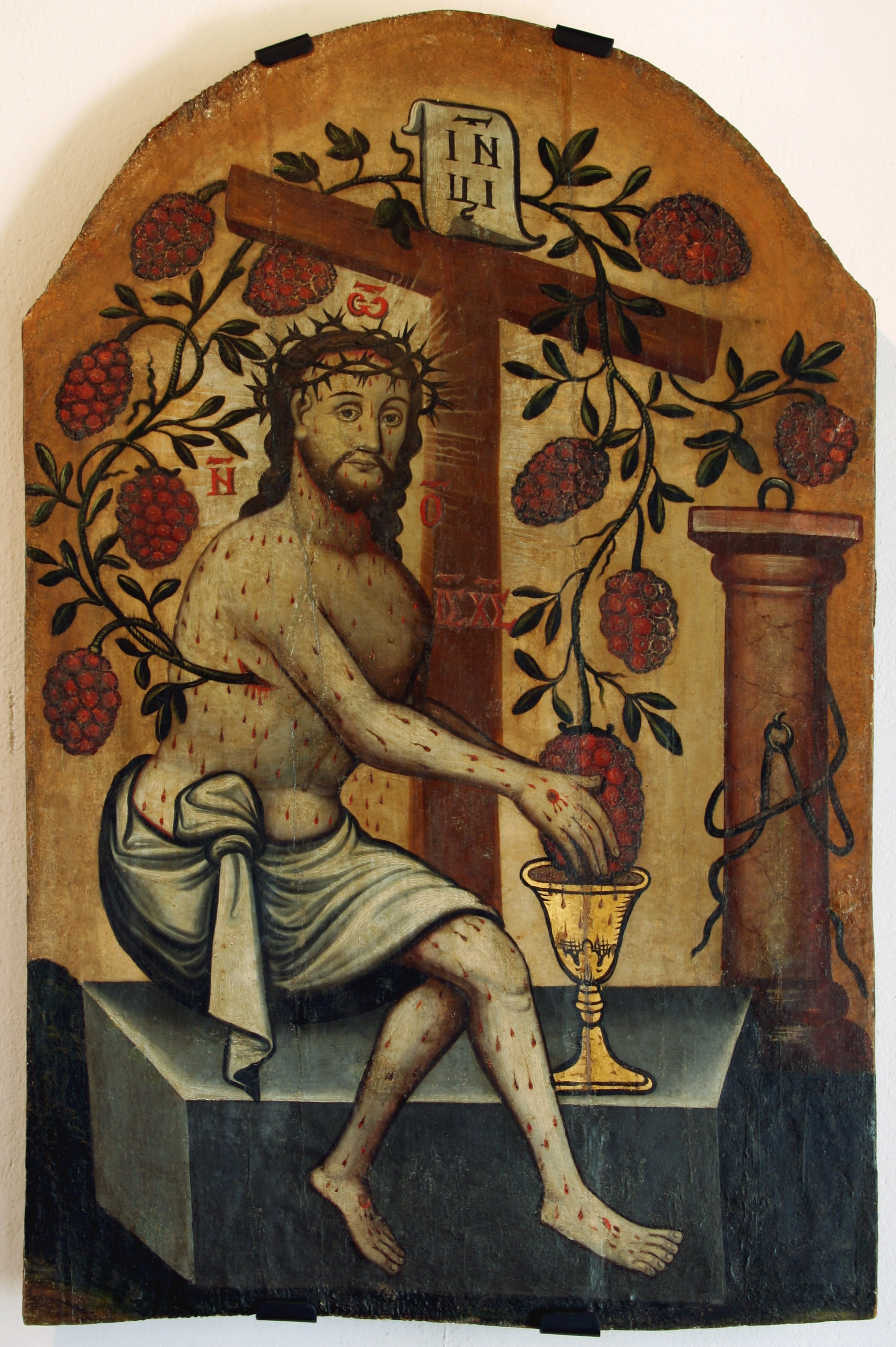
Icono polaco (museo de Sanok), siglo XVII.
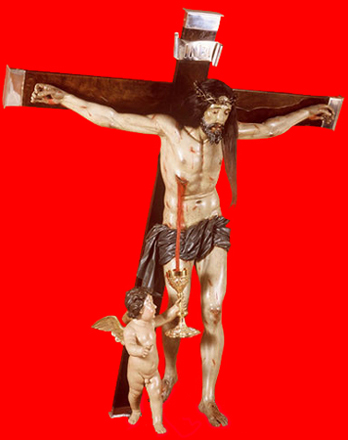
Cristo de la Sangre,[28] de Nicolás de Bussi (1692).